# Roy Smith
Roy Smith (1990. április 19. –) costa Rica-i válogatott labdarúgó.

## Nemzeti válogatott
A costa Rica-i válogatottban 2 mérkőzést játszott.

## Statisztika
| Costa Rica-i válogatott | Costa Rica-i válogatott | Costa Rica-i válogatott |
| Időszak                 | Mérk.                   | gól                     |
| ----------------------- | ----------------------- | ----------------------- |
| 2010                    | 2                       | 0                       |
| Összesen                | 2                       | 0                       |